# Muzeum im. Władysława Orkana w Rabce-Zdroju
Muzeum im. Władysława Orkana w Rabce-Zdroju – muzeum mieszczące się w Rabce-Zdroju w zabytkowym drewnianym kościele z 1 połowy XVII w.
Od 2000 roku Muzeum organizuje cykl imprez kulturalnych zatytułowanych „Święta Kultury Góralskiej” (cykl poświęcony kulturze regionu ukazanej na pełnym złożoności tle europejskim) oraz „Święta Kultury Orkanowskiej” (ciąg uzupełniających się spotkań z ludźmi działającymi „w kręgu” Władysława Orkana).

## Historia

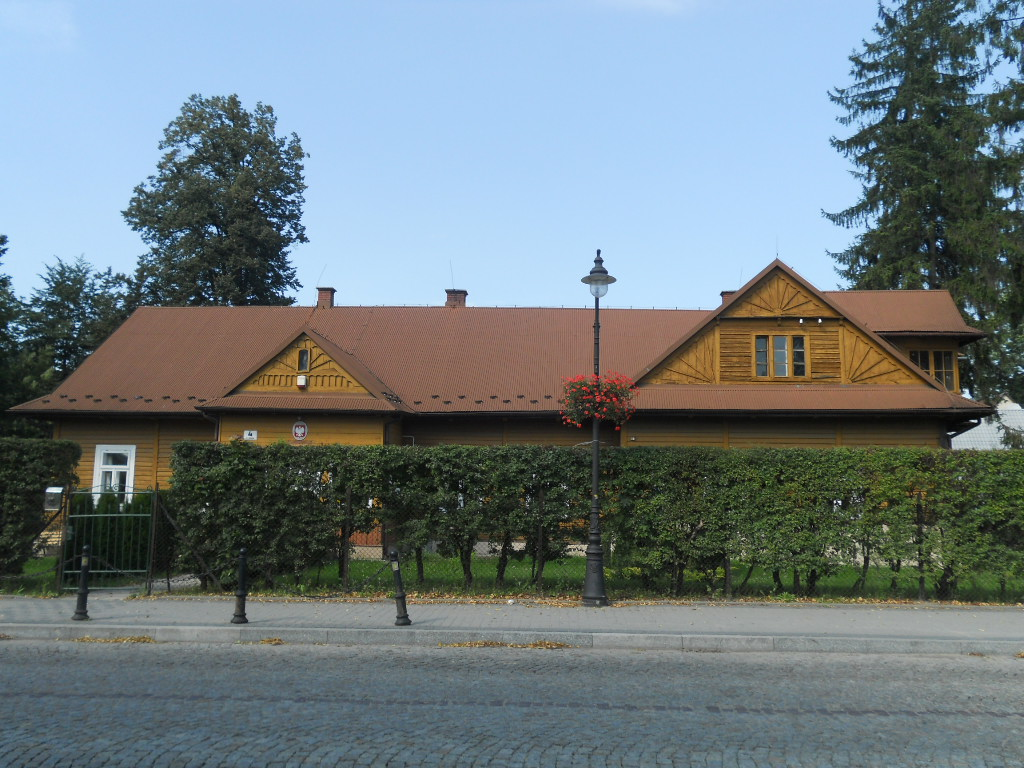
Budynek będący kiedyś plebanią starego kościółka, dzisiaj przedszkole

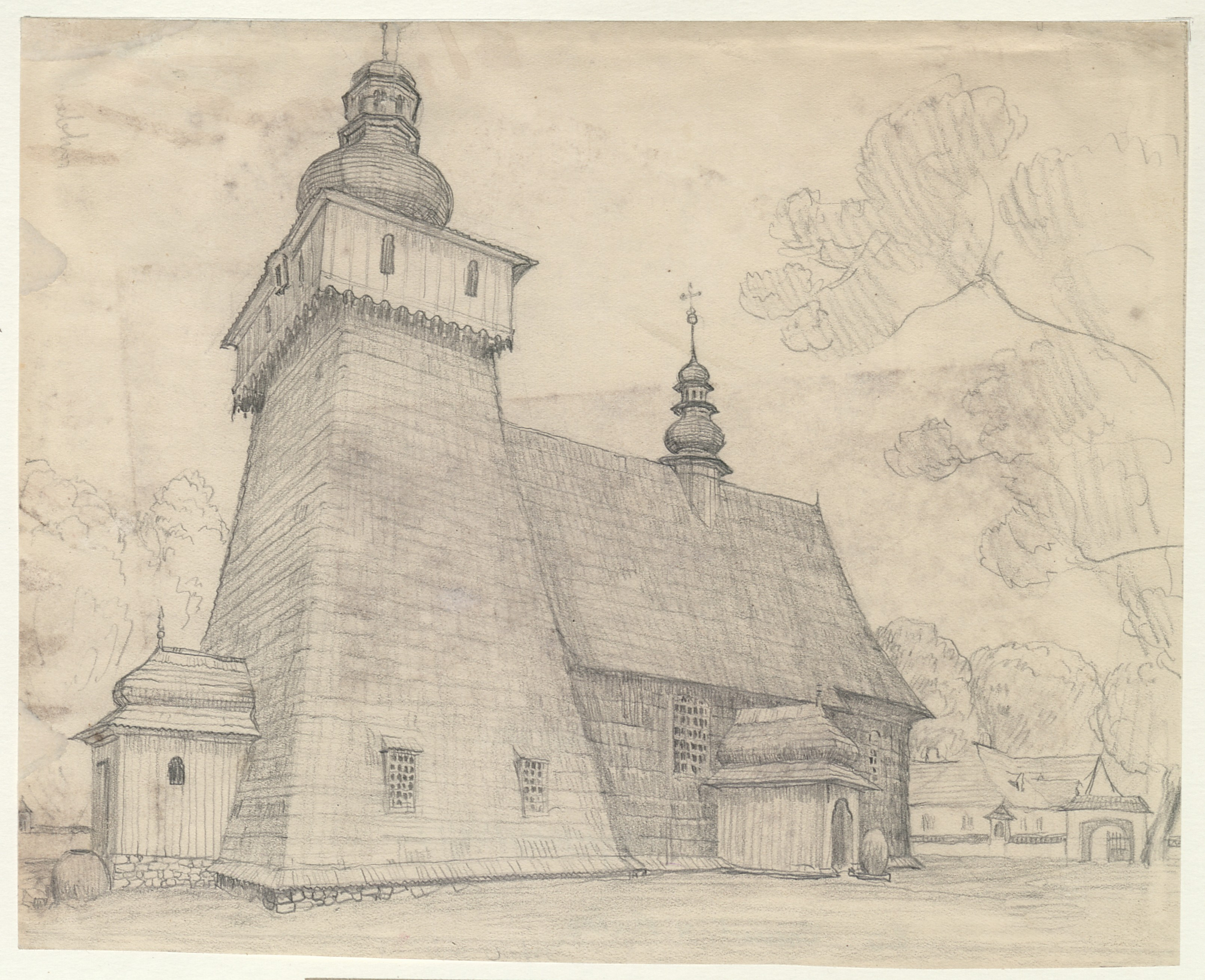
Kościół na grafice Władysława Skoczylasa z około 1913

W 1557 powstała pierwsza parafia w Rabce, w 1565 kasztelan krakowski Spytek Wawrzyniec Jordan ufundował drewniany kościół, który pod koniec XVI wieku został spalony lub zniszczony przez powódź. Obecny modrzewiowy kościół został wzniesiony w latach 1600–1606. W 1621 r. założono cmentarz. Kościół konsekrował w 1634 biskup krakowski Tomasz Oborski.
Kościół jest cennym zabytkiem drewnianej architektury sakralnej. Słupowo-ramowa konstrukcja wieży dobudowanej w XVIII wieku nie zawiera gwoździ, zastrzały i miecze zapewniają jej stabilność. Ozdobą wieży jest nadwieszona izbica i barokowy hełm z latarnią, na dachu kościoła znajduje się przepiękna barokowa wieżyczka na sygnaturkę, cała świątynia kryta jest gontem. Wyposażenie kościoła pochodzi z XVII I XVIII wieku. Grupa Ukrzyżowania zdobiąca zewnętrzną ścianę zamykającą prezbiterium pochodzi z 1775, boczne ołtarze są rokokowe, a główny neobarokowy pochodzi według tradycji z XIX wieku, ozdobiony został obrazem, przedstawiającym św. Trójcę, św. Franciszka i św. Dominika. Cennym zabytkiem są organy wraz z balkonem dla chóru z 1778. Instrument jest sprawny do dziś, w okresie letnim odbywają się w kościele koncerty organowe. Ściany kościoła zdobi polichromia z 1802 autorstwa proboszcza parafii rabczańskiej i malarza amatora Andrzeja Antałkiewicza oraz odkryte podczas konserwacji pozostałości polichromii z 1628.
Kościół otacza kamienny XVIII-wieczny mur z trzema bramkami oraz kapliczkami, będącymi stacjami Drogi Krzyżowej oraz fragmenty zachowanego cmentarza. Grupa drzew rosnących wokół kościoła pochodzi z 1637, trzy okazy dębu szypułkowego i lipy szerokolistnej do marca 2013 roku były pomnikami przyrody. Kościół znalazł się na Szlaku Architektury Drewnianej w Małopolsce.

## Muzeum
W latach 1929–1936 kościół został przekształcony z inicjatywy Polskiego Towarzystwa Tatrzańskiego w Muzeum im. Władysława Orkana, nadanie imienia odbyło się za osobistą zgodą pisarza. Muzeum mieści się w wieży-dzwonnicy zabytkowego kościoła. Placówka została uroczyście otwarta 9 sierpnia 1936. W pięciu pomieszczeniach zgromadzono uporządkowane tematycznie przedmioty z XIX i XX wieku prezentujące dawny świat górali zamieszkujących Beskidy. Eksponaty poświęcone są sztuce, ubiorowi, rzemiosłu wiejskiemu i gospodarce. Zgromadzono także instrumenty muzyczne, zabawki oraz zdjęcia Władysława Orkana i jego matki, jak również dwa pastele malowane ręką pisarza.

## Galeria

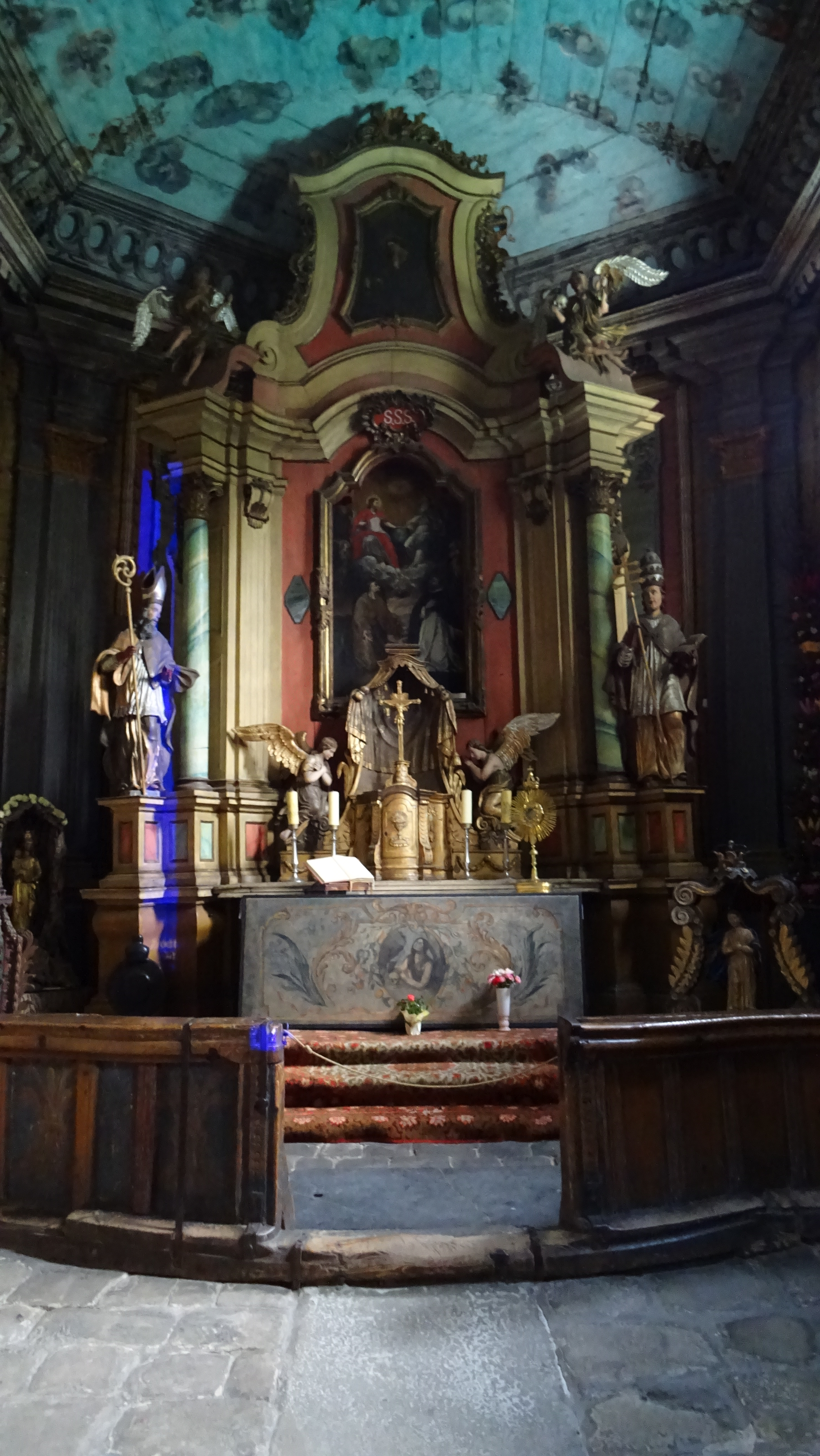
Ołtarz główny
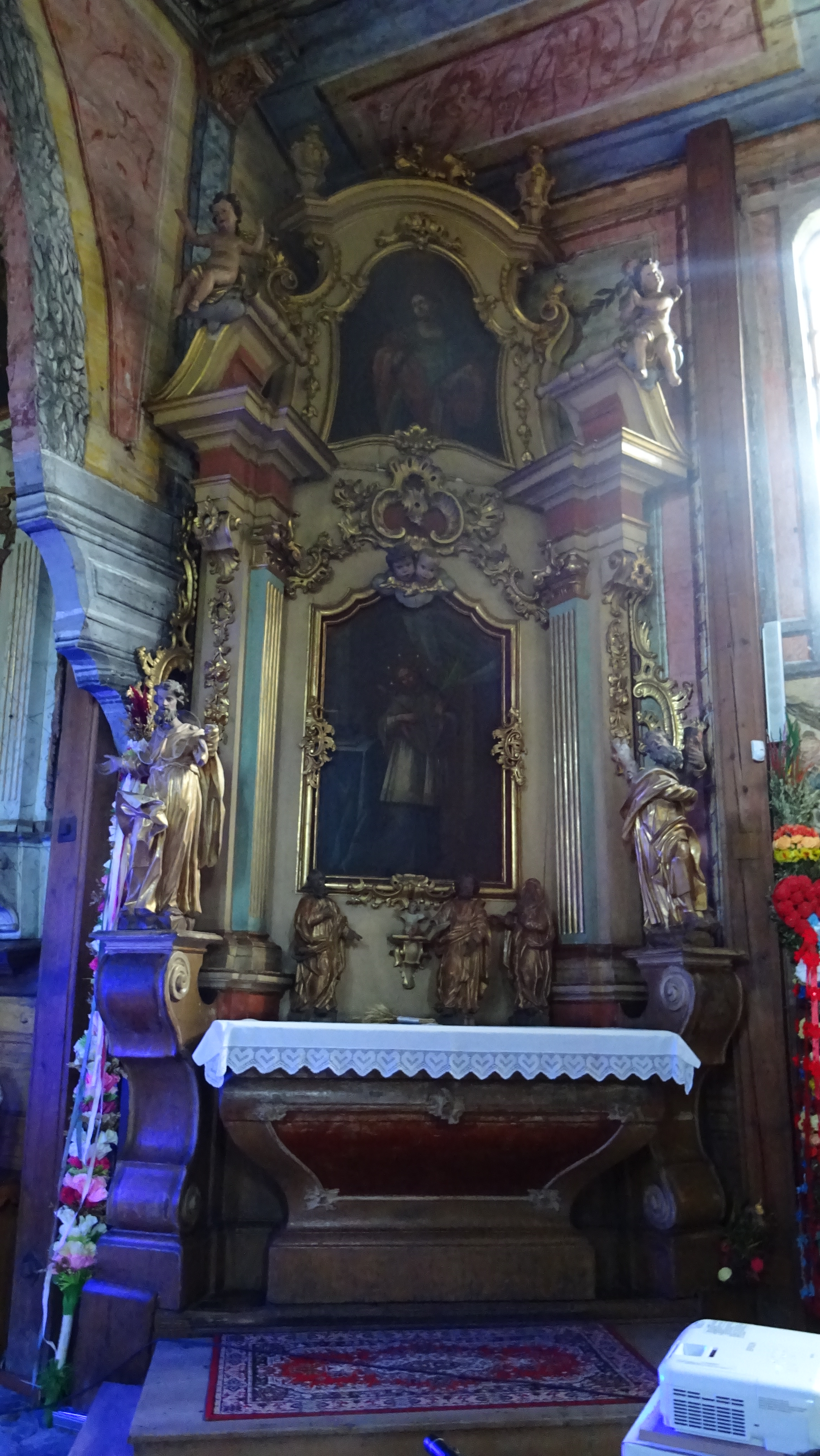
Ołtarz boczny prawy
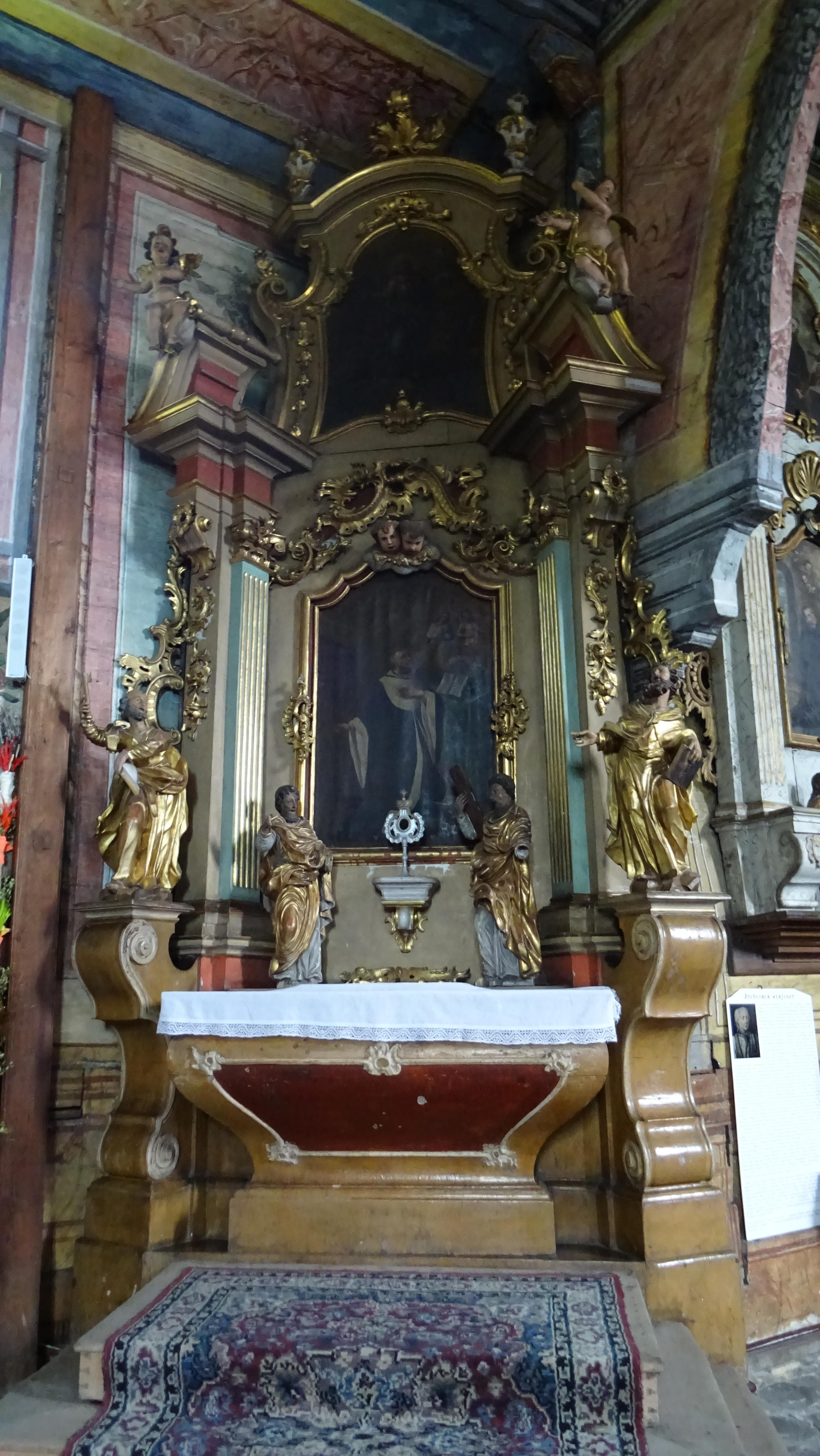
Ołtarz boczny lewy
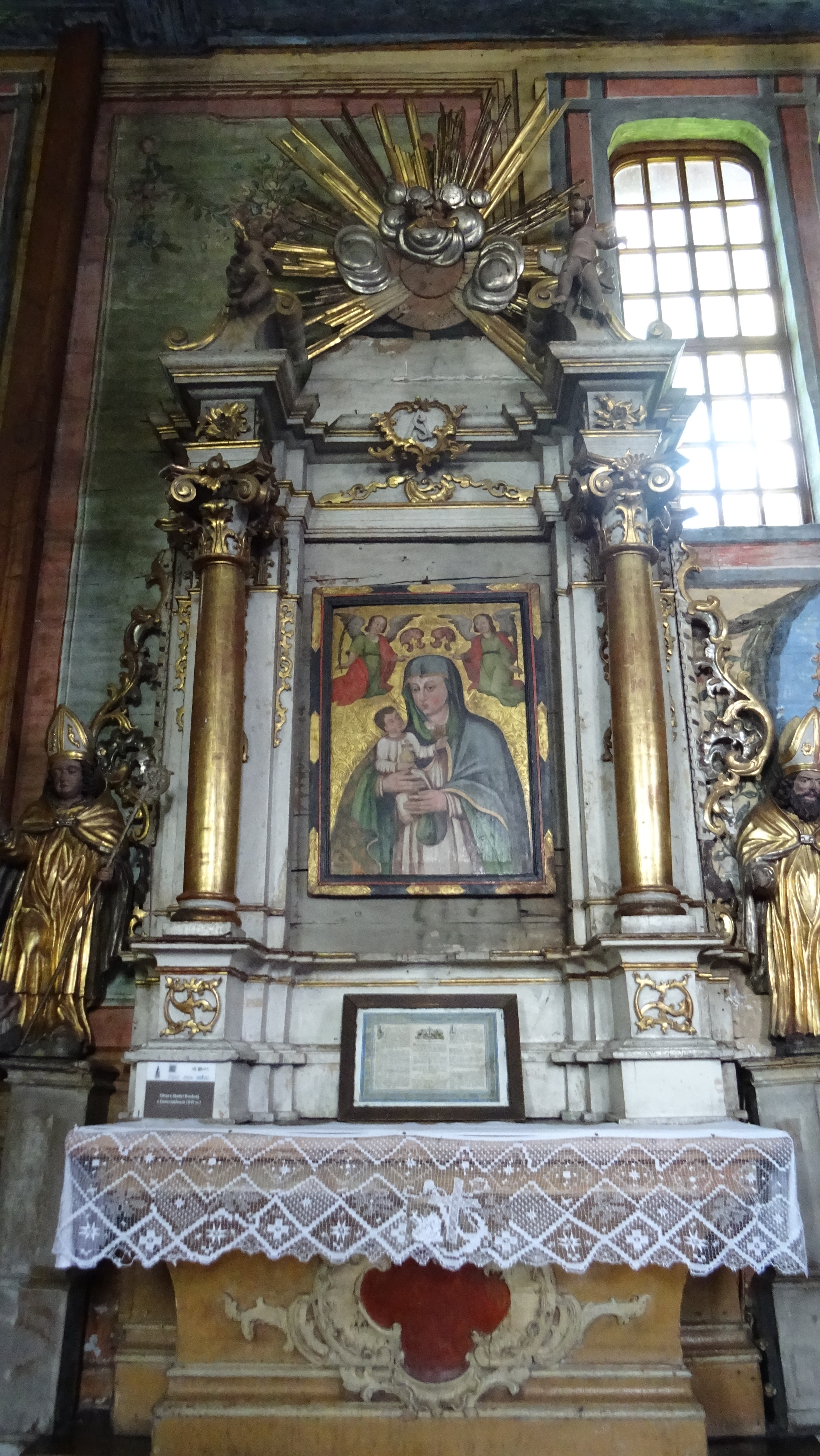
Ołtarz boczny z wizerunkiem Matki Bożej
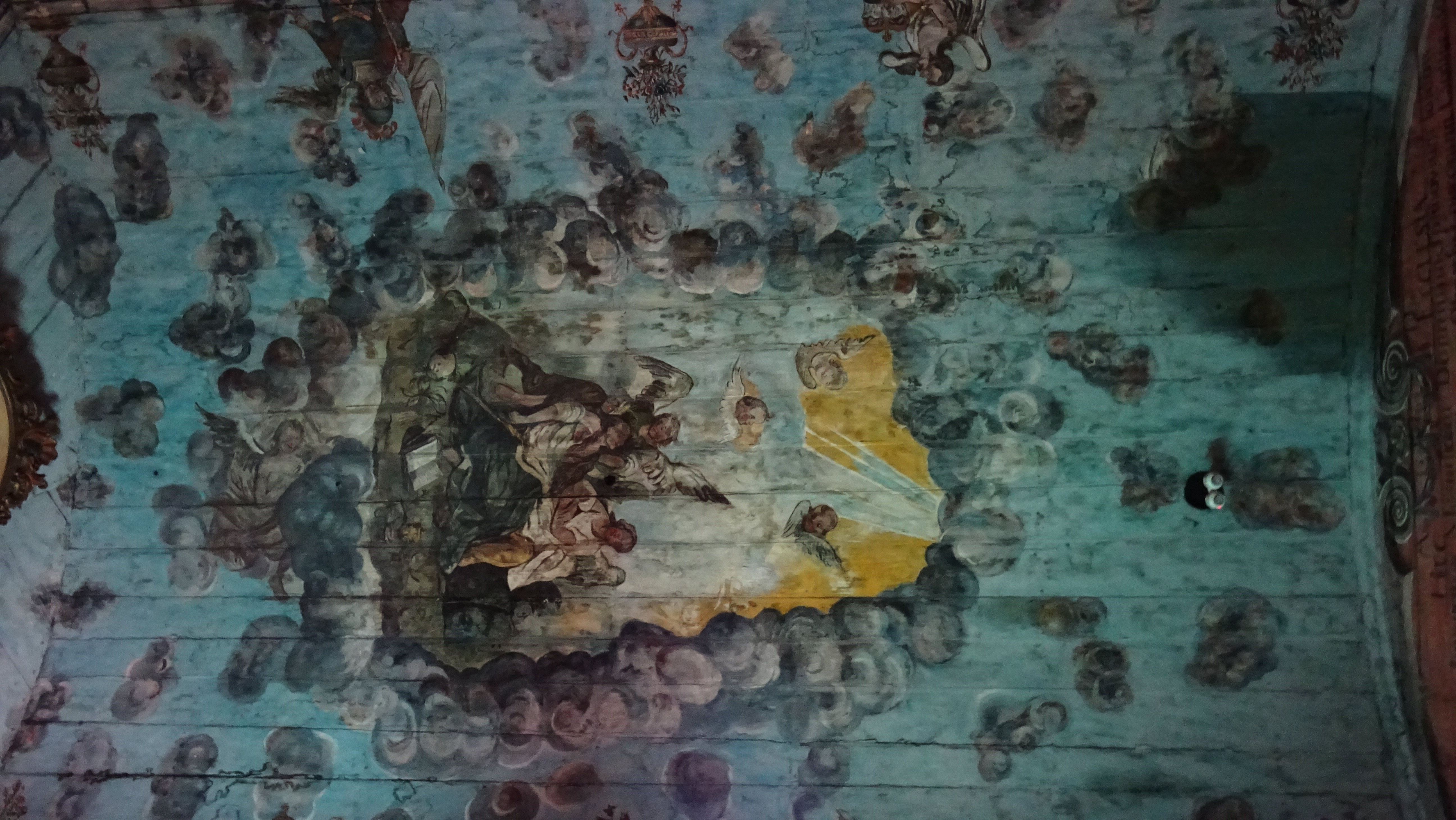
Malowidła znajdujące się nad Prezbiterium
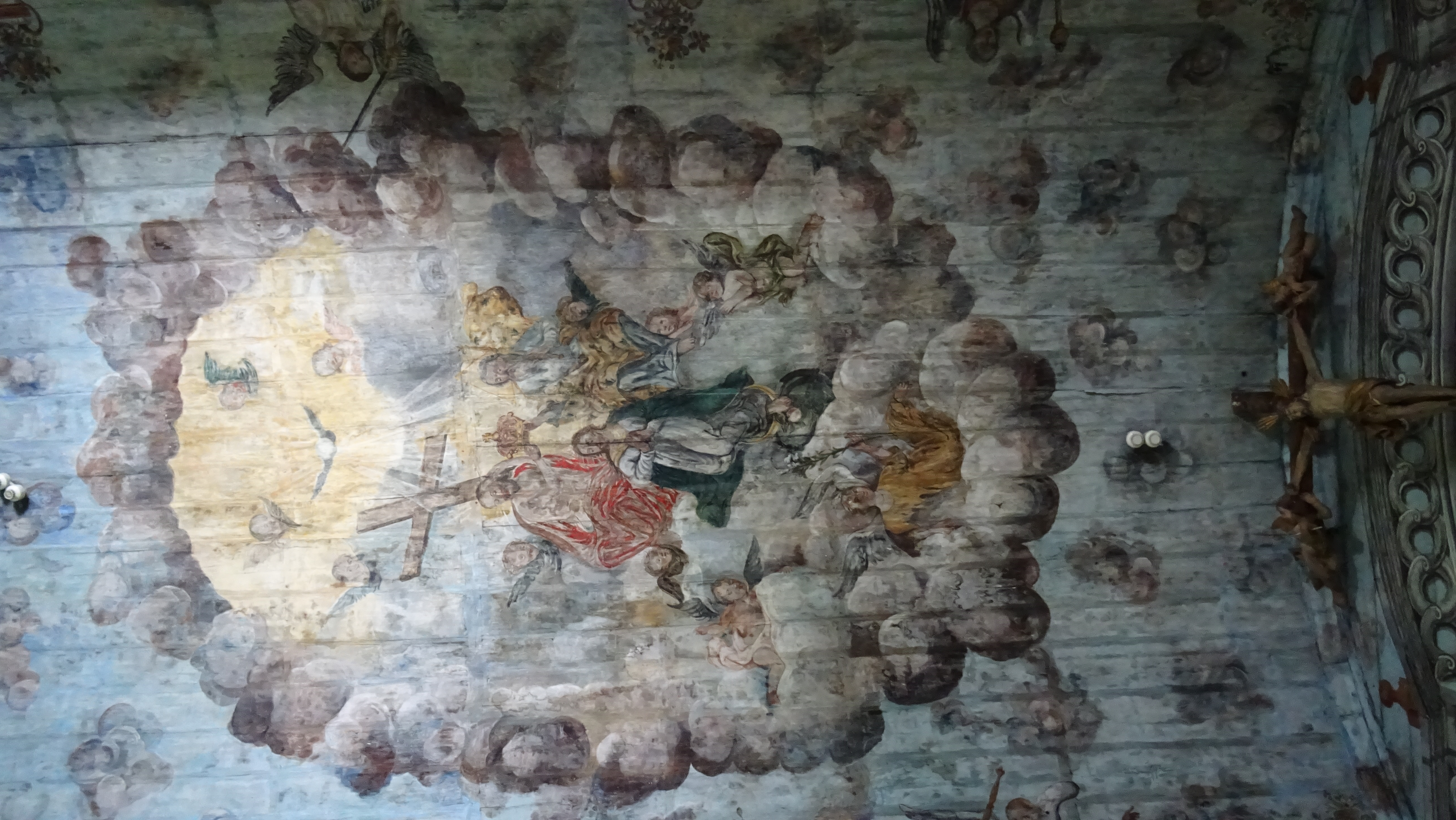
Malowidła znajdujące się nad Nawą główną
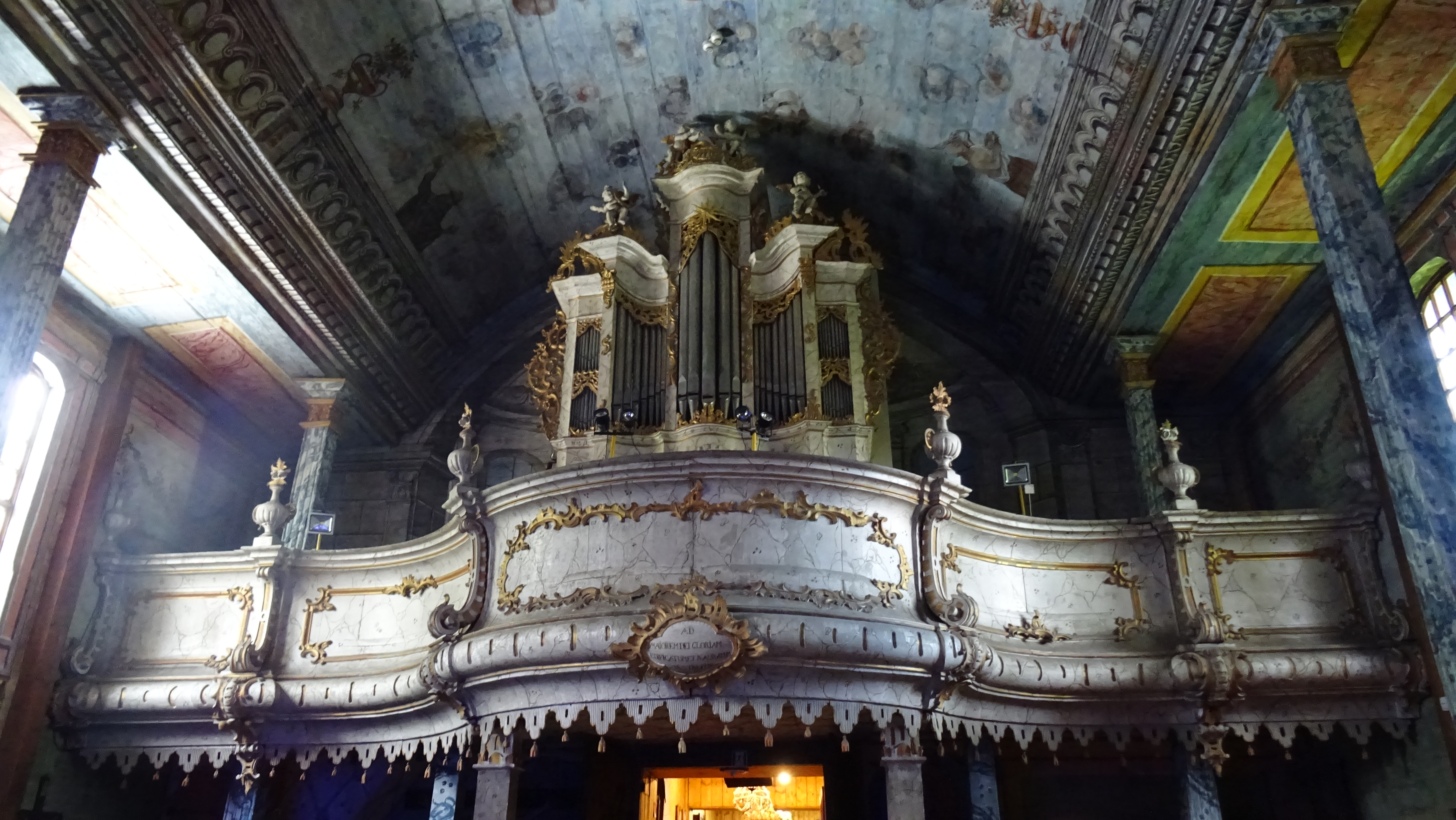
Zabytkowe organy z 1778 r.
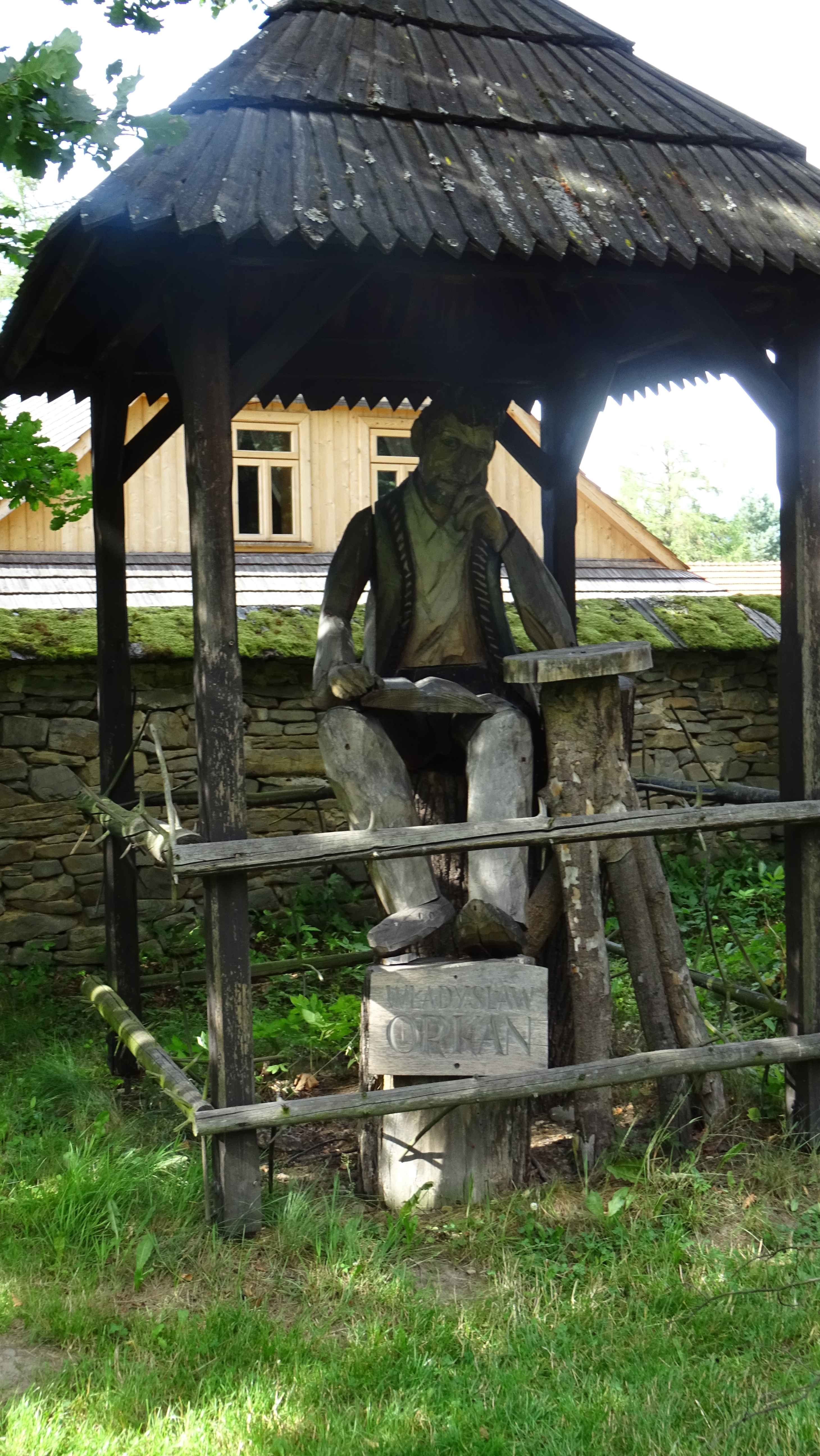
Rzeźba Władysława Orkana przy kościele
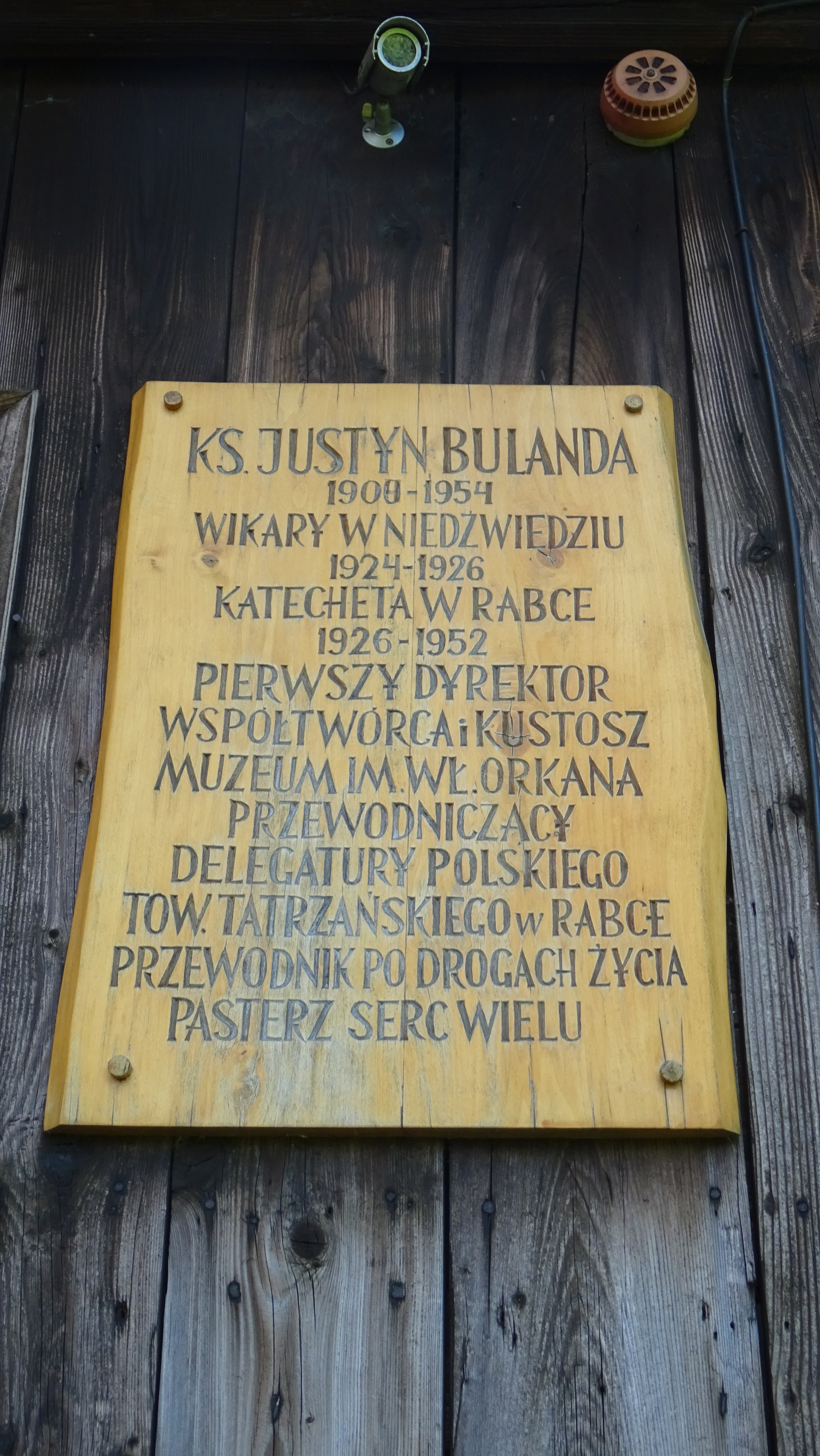
Tablica upamiętniająca ks. Justyna Wincentego Bulane na kościele
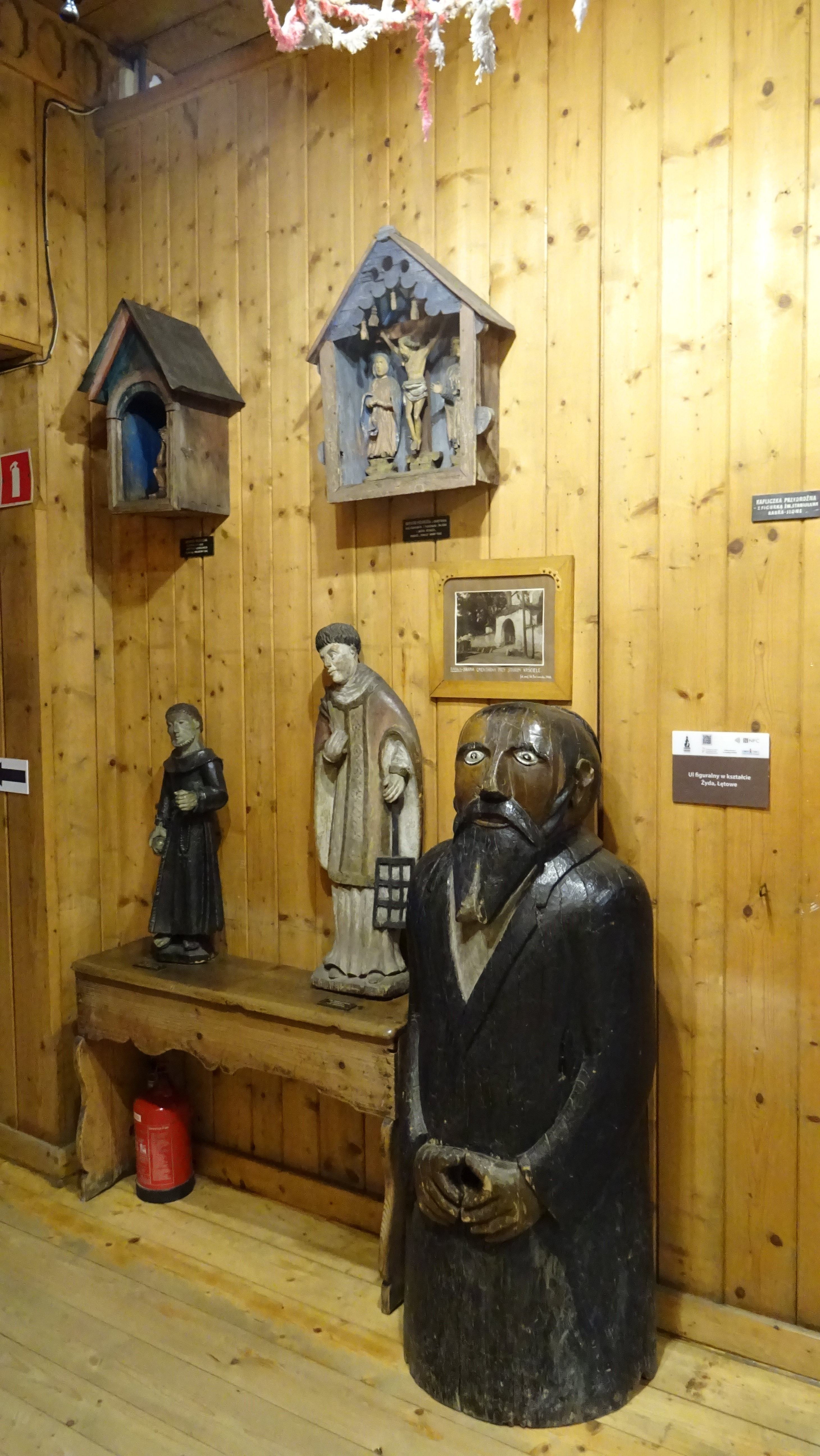
Eksponaty
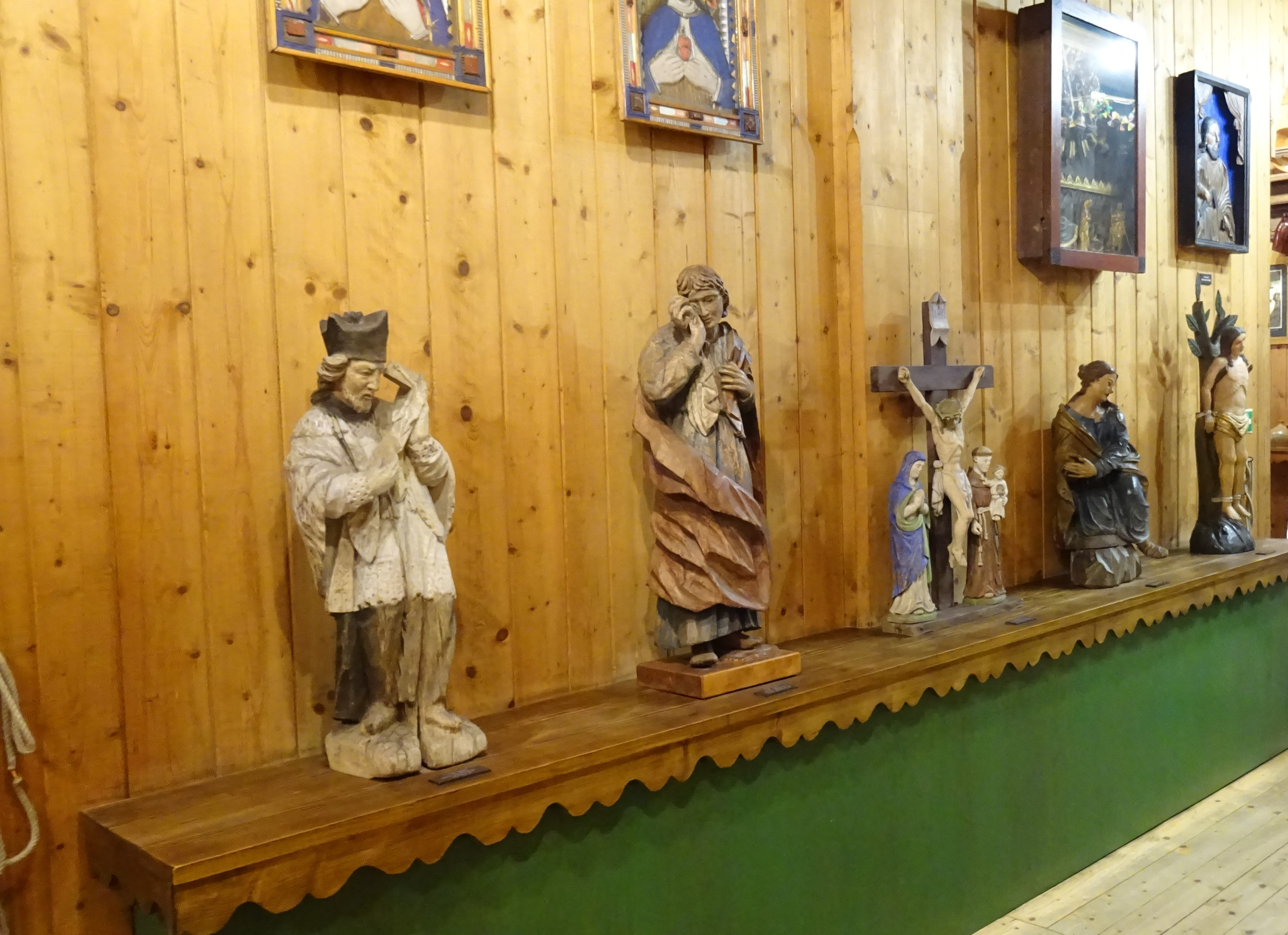
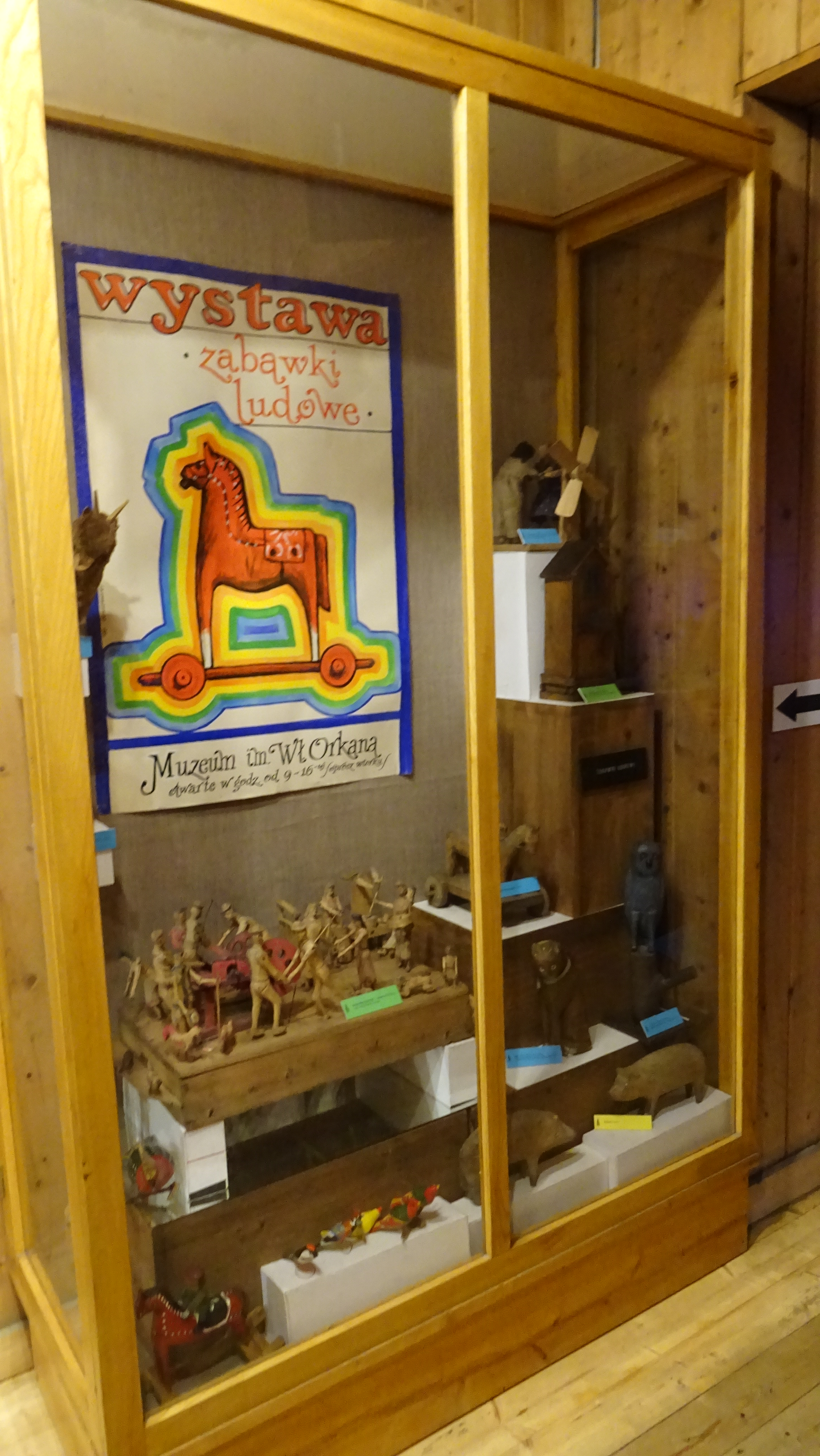
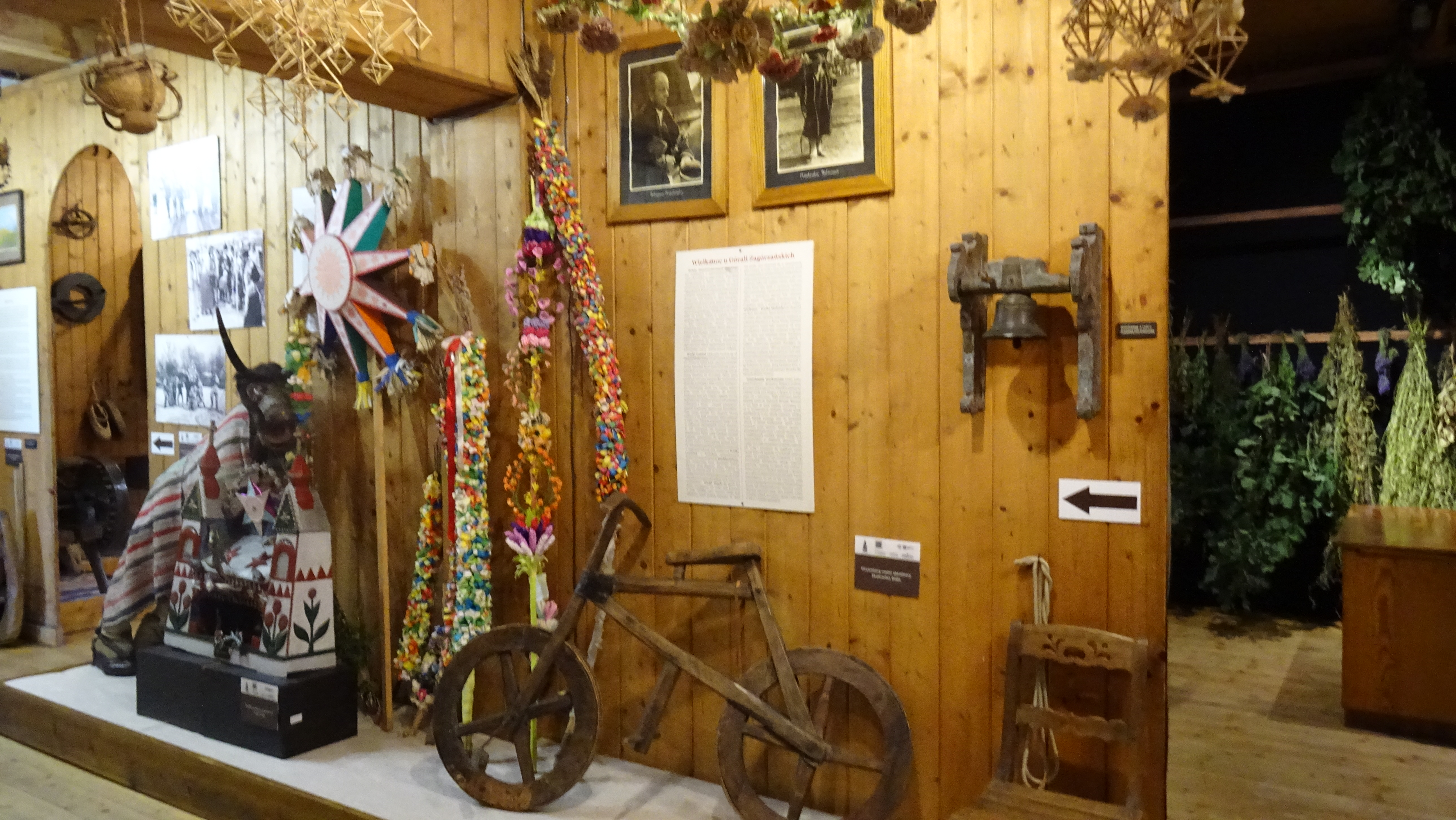
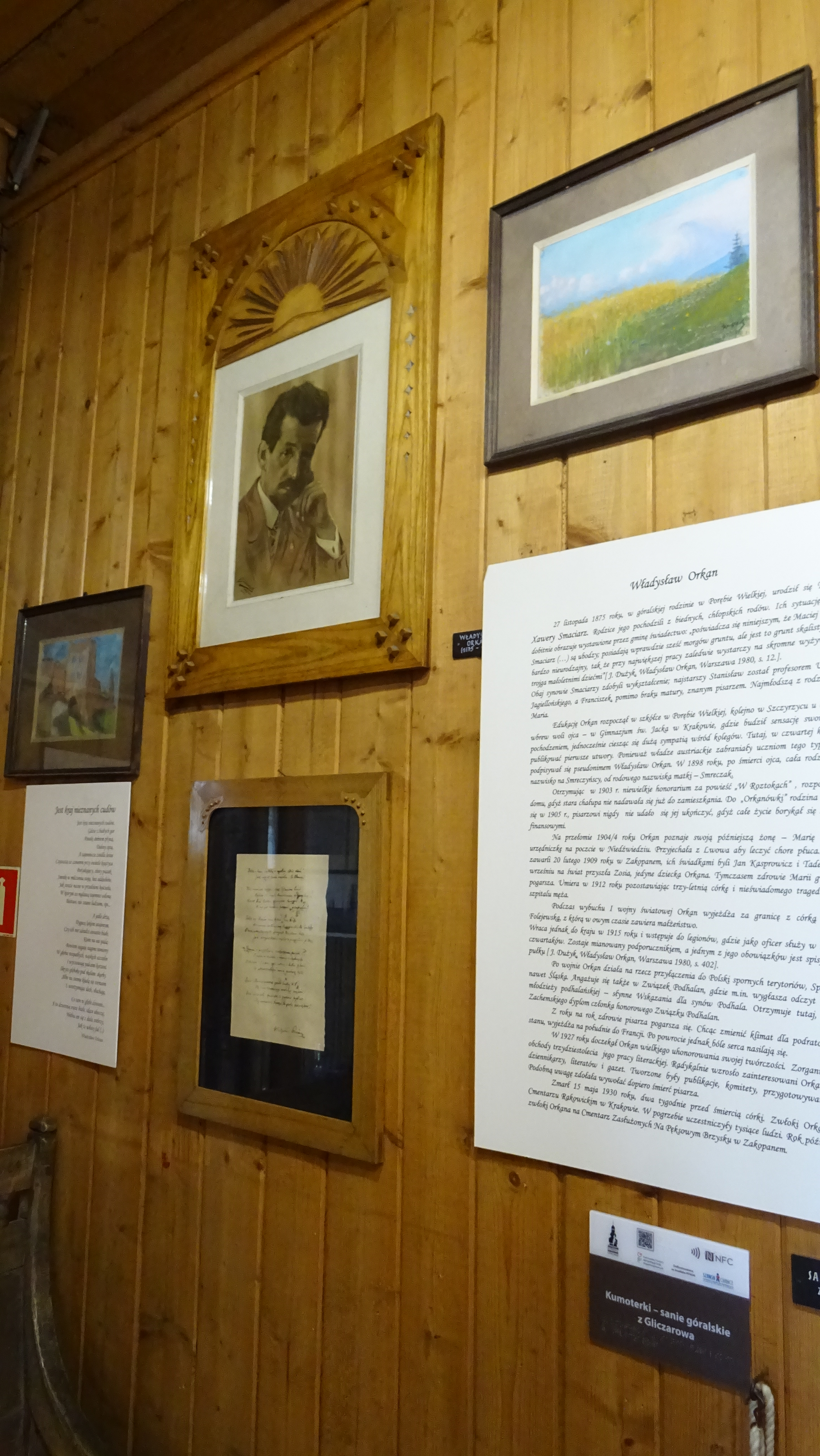
Kącik Władysława Orkana
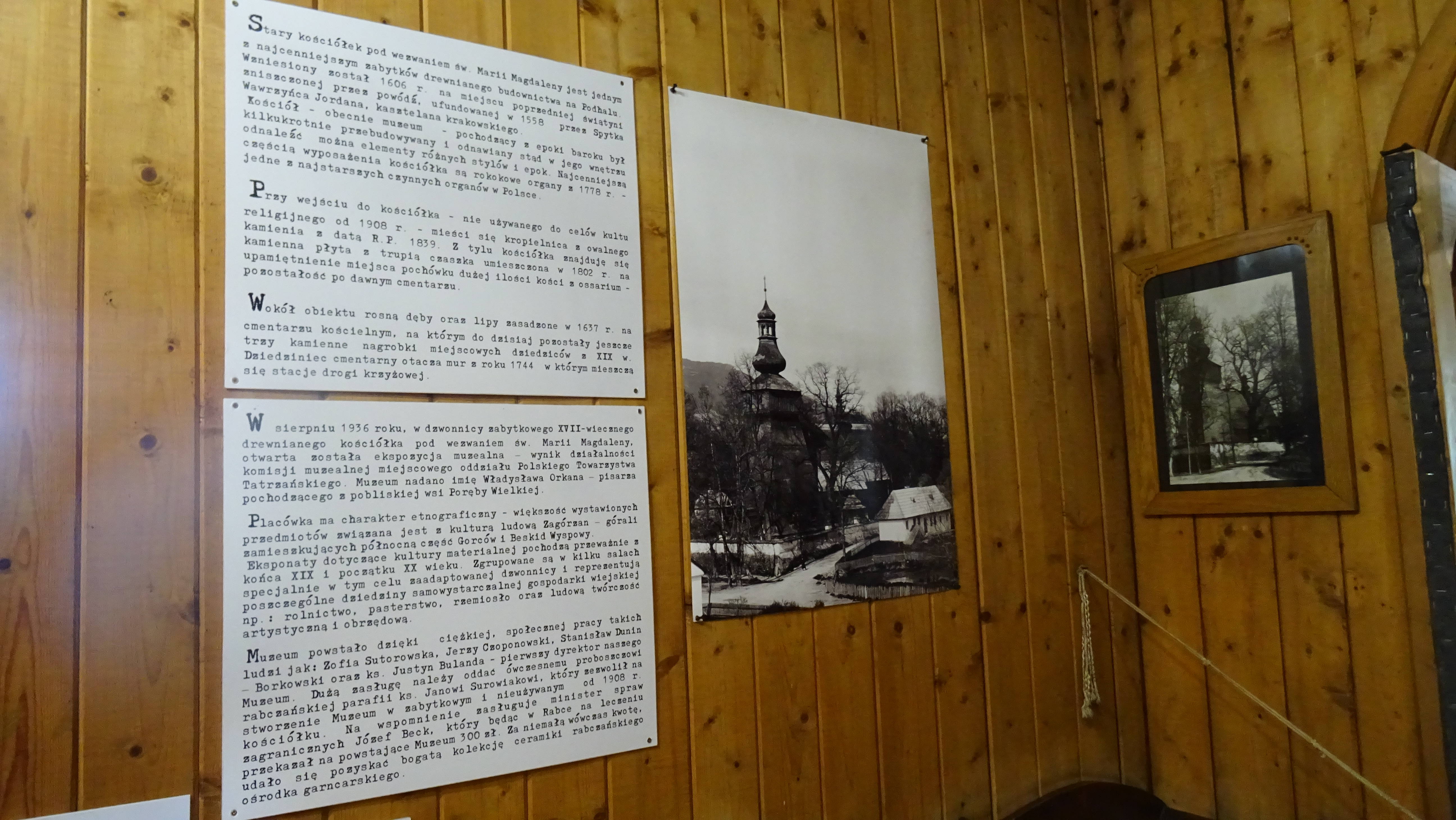
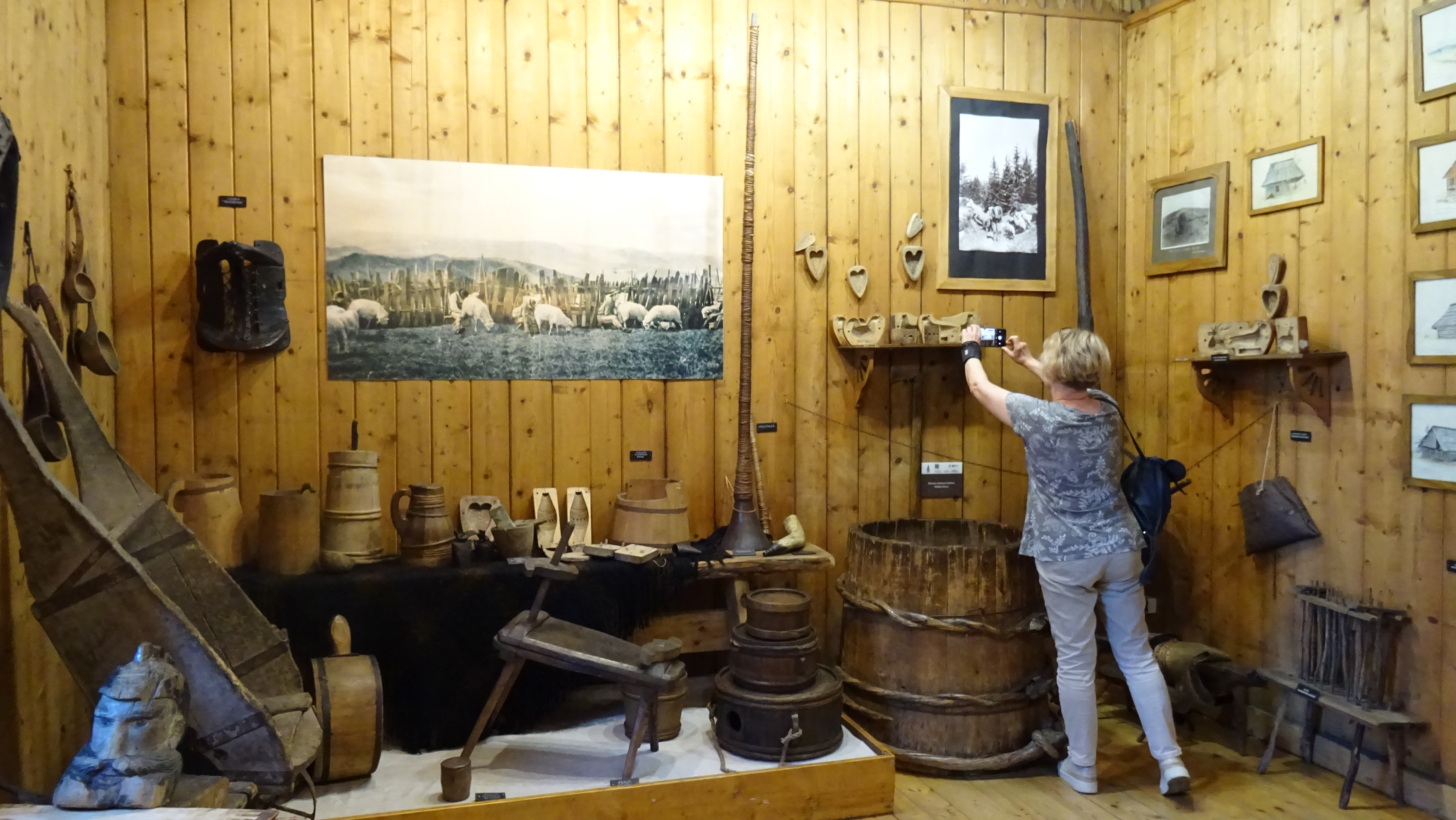
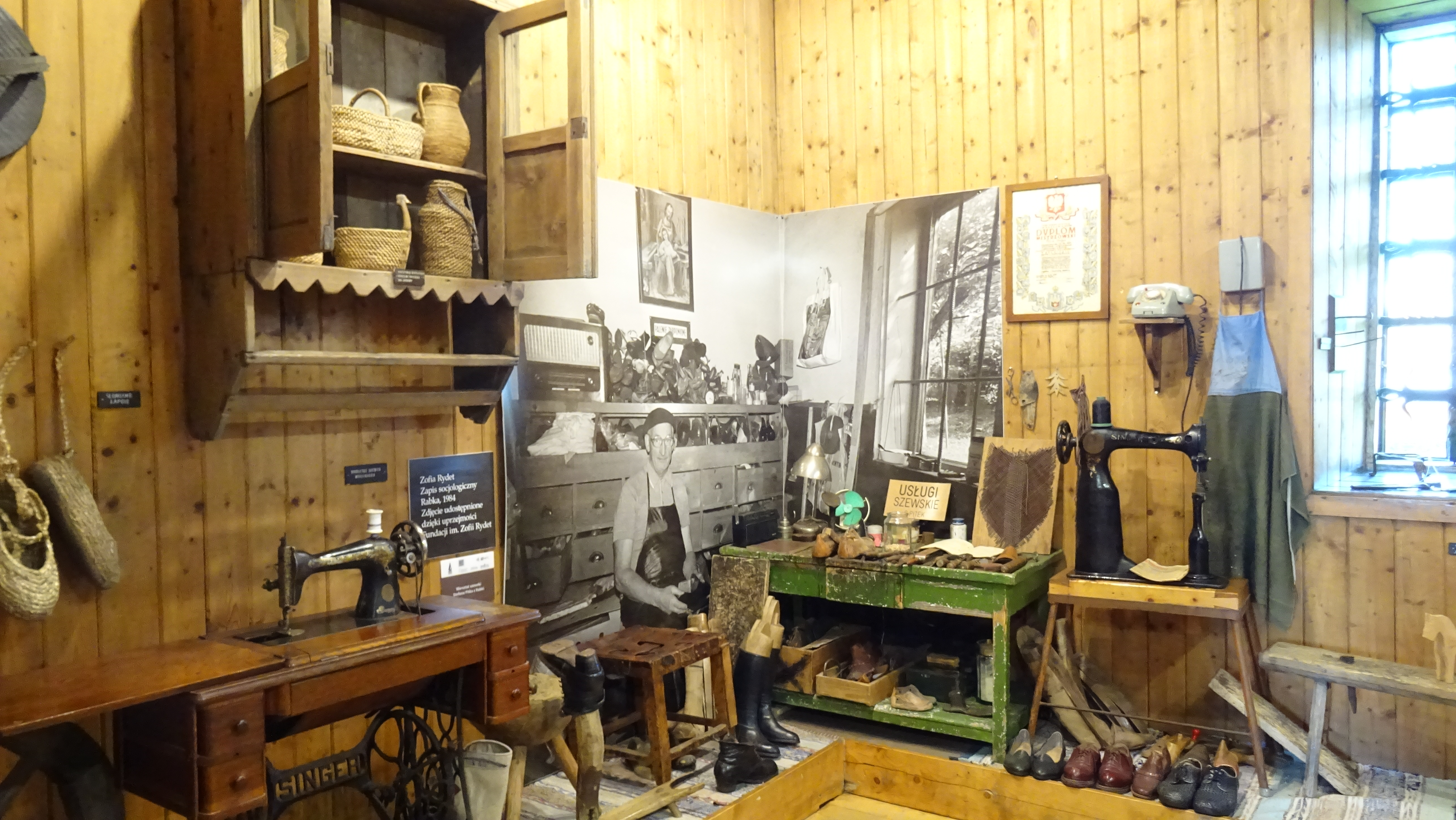